# Symphurus chabanaudi
Symphurus chabanaudi är en fiskart som beskrevs av Mahadeva och Munroe, 1990. Symphurus chabanaudi ingår i släktet Symphurus och familjen Cynoglossidae. IUCN kategoriserar arten globalt som livskraftig. Inga underarter finns listade i Catalogue of Life.